# ريا وسكينة (مسرحية 1980)
ريا وسكينة هي مسرحية كوميدية مصرية عرضت في عام 1980 على مسرح الحرية بالقاهرة.

| الاسم             | الدور     |
| ----------------- | --------- |
| شادية             | ريا       |
| سهير البابلي      | سكينة     |
| عبد المنعم مدبولي | حسب الله  |
| احمد بدير         | عبد العال |

## القصة
وتدور حول أحداث حقيقية حدثت في الإسكندرية في أوائل القرن العشرين عن اختطاف وقتل النساء على يد ريا وشقيقتها سكينة بمساعدة زوجيهما حسب الله سعيد (زوج ريا) ومحمد عبد العال (زوج سكينة)
هذه المسرحية هي التجربة الأولى والأخيرة في تاريخ المشوار الفنى في حياة شادية على خشبة المسرح.

## طاقم العمل
الإنتاج لسمير خفاجي وفرقة المتحدين.
التأليف: بهجت قمر.
ألحان الأغنيات والموسيقى التصويرية: بليغ حمدي.
كلمات الأغاني : الشاعر عبد الوهاب محمد.
تصميم الأزياء: فريدة فهمي.
تصميم الإستعراضات: محمود رضا.
والإخراج: حسين كمال.